# QRS (rádió)
QRS - Lassú távírójel. QRS-ről akkor beszélünk, amikor lassan gépeljük a morzejeleket. A QRS nem mozaikszó, sem a magyarban, sem másegyéb nyelveken. Távíróknál használt Q-kódból szármmazik. A QRS jelentése mint Q-kód:
- Felszólítás: gépelj lassabban
- Információ: lassan gépelek

A QRS után megadhatunk egy számot, ami szó/perc-et jelent. (pl QRS 10)
A QRS mint átviteli mód, lassú távírózást jelent, az átviteli sebesség kevesebb mint 15 szó/perc
A QRS alvariánsa a QRSS, ami nagyon lassú távírójelet jelent. Itt a sebesség kevesebb mint 1 szó/perc.

## Jelentősége
- A lassan átvitt morze-jeleket zajosabb csatornákon könnyebb értelmezni
- Kezdők számára is hasznos, akik még nem tudnak gyorsan gépelni, vagy a gyors jeleket nem értik.
- Nagy távolság vagy kis teljesítményű adóberendezés is szükségessé teheti QRS használatát.
- A lassú morze sávszélessége kisebb, hosszúhullámokon leginkább ezt az átviteli használják

Az amatőrsávok felosztásánál vannak kijelölve olyan frekvenciák, ahol kifejezetten ez a mód van megjelölve elsődleges üzemmódként.